# Find a Grave
Find a Grave is een gratis commerciële website waarop mensen in de online database van de site kunnen zoeken naar graven van bekende en onbekende personen van over de gehele wereld. Het is mogelijk voor de bezoeker om gratis te registreren en zelf graven en kerkhoven te publiceren.

## Geschiedenis
De website werd in 1995 gecreëerd door Jim Tipton uit Salt Lake City, Utah in de Verenigde Staten. Tipton had als hobby graven bezoeken van bekende sterren en de foto's online te publiceren. Later kwam er een online forum bij. In 1998 ging de website commercieel online. Sinds 2003 werd het mogelijk om ook graven van onbekende personen te publiceren. Hierbij kunnen gebruikers dus zelf een account aanmaken en een overledene toevoegen. Op 30 september 2013 nam het bedrijf Ancestry.com de website over. Ancestry.com is het grootste bedrijf voor genealogie. Tipton zei hierover dat de aankoop van Find a Grave, door Ancestry.com: "...been linking and driving traffic to the site for several years. Burial information is a wonderful source for people researching their family history....".
De overname komt met weinig veranderingen voor de site, maar wel met enige aanpassingen. Zo zal de mogelijkheid bestaan de site in meerdere talen te gebruiken (nu is de site enkel in het Engels) en een invoering van een verbeterd bewakingssysteem voor de site. In januari 2014 introduceerde de website ook een mobiele app van de site voor iPhone en Android.
In augustus 2014 had de website 116 miljoen online graven en 75 miljoen foto's wereldwijd.

## De site
De website biedt mensen aan om te zoeken naar graven van bekende overledenen. Zo zijn de graven van veel bekende acteurs, auteurs, politici, schrijvers, etc. uit de gehele wereld op de website te vinden.
Gebruikers kunnen zich ook registreren en een account aanmaken. Zo kunnen ze zelf een dierbare (of andere overledene) toevoegen aan de website. Je kan dan zelf een necrologie schrijven en een foto van het graf en van de overledene toevoegen. Ook kun je bij andere pagina's een virtuele bloem of kaars met een persoonlijke boodschap achterlaten. Ook is het mogelijk forums te schrijven en vrienden te worden met andere gebruikers.
De website bevat lijsten van begraafplaatsen en graven uit de hele wereld. Amerikaanse begraafplaatsen worden georganiseerd door de staat en de provincie, en de vele registers van begraafplaatsen en foto's van de begraafplaatsen. Individuele graf verslagen bevatten meer van de volgende velden: data en plaatsen van geboorte en dood, biografische informatie, begraafplaats en plot informatie en foto's.